# Holocalyx
Holocalyx é um género botânico pertencente à família Fabaceae. Entre as espécies notáveis está o Alecrim-de-Campinas (Holocalyx balansae).
1. ↑  «Holocalyx — World Flora Online». www.worldfloraonline.org. Consultado em 19 de agosto de 2020